# Hiekeia pedunculata
Hiekeia pedunculata là một loài bọ cánh cứng trong họ Cerambycidae.